# Staurastrum
Staurastrum é um gênero de algas microscópicas da família Desmidiaceae, com cerca de 1200 espécies descritas, talvez precisando de uma revisão e critérios mais sólidos para definição de espécies.

## Descrição
Staurastrum é um desmídeo unicelular que exibe bastante variação morfológica, com célula dividida em duas semicélulas, com constrição mediana rasa ou profunda (istmo), onde as paredes semicelulares se sobrepõem, e duas morfologias celulares inter-gradativas. A maioria das espécies apresenta simetria radial quando em vista apical (vertical) e bilateral quando em vista frontal. A vista vertical é geralmente triangular, mas existem formas biangulares, quadrangulares, pentagulares e até 9-angulares.
Na maioria das espécies, cada semicélula apresenta processos ocos cujo número é relacionado ao padrão de radiação (geralmente 3, 6 ou 9). Os processos têm tamanhos variados e decorados com verticilos de grânulos ou dentículos diminutos e terminados por um grupo de dois a cinco espinhos. Em outras espécies, os ângulos semicelulares são arredondados, truncados ou com processos curtos. A parede celular é porosa e pode ser lisa, pontuada, escrobiculada, granulada, verrucosa ou coberta de espinhos de vários tipos. Cada semicélula geralmente tem um cloroplasto grande e lobulado com um pirenoide axial ou com vários pirenóides nos estendendo-se em ângulos ou processos celulares. O núcleo está localizado no istmo.

## Espécies

### Espécies aceitas
As espécies do gênero Micrasterias taxonomicamente aceitas são:
- Staurastrum acarides Nordst
- Staurastrum aculeatum (Ehrenberg) Menegh
- Staurastrum affine West & G.S.West
- Staurastrum alternans Brebisson
- Staurastrum americanum (West & G.S.West) G. M. Smith
- Staurastrum anatinum Cooke and Wills
- Staurastrum ankyroides Wolle
- Staurastrum arachne Ralfs
- Staurastrum arctiscon (Ehrenberg) Lund
- Staurastrum arcuatum Nordstedt
- Staurastrum aristiferum Ralfs
- Staurastrum arnellii Boldt
- Staurastrum aspinosum
- Staurastrum avicula Brebisson
- Staurastrum bicorne Hauptfl
- Staurastrum bicoronatum Johnson
- Staurastrum bieneanum Rabh
- Staurastrum boldtianum Groenblad
- Staurastrum boreale West and West
- Staurastrum botrophilum Wolle
- Staurastrum brachiatum Ralfs
- Staurastrum brachycerum Brebisson
- Staurastrum brasiliense Nordst
- Staurastrum brebissonii Archer
- Staurastrum breviaculeatum
- Staurastrum brevispinum
- Staurastrum bullardii G. M. Smith
- Staurastrum capitulum
- Staurastrum cerastes Lundell
- Staurastrum chaetoceras (Shrod.) G. M. Smith
- Staurastrum chaetoceros (Schroed.) Smith
- Staurastrum cingulum (W. West and G. S. West) G. M. Smith
- Staurastrum claviferum W. West and G. S. West
- Staurastrum clevei (Wittr.) Roy and Biss
- Staurastrum coarctatum Brebisson
- Staurastrum comptum
- Staurastrum controversum Brebisson
- Staurastrum crenulatum (Naegeli) Delp
- Staurastrum cristatum (Naegeli) Archer
- Staurastrum cuneatum Wolle
- Staurastrum curvatum West
- Staurastrum curvirostrum Turner
- Staurastrum cyrtocerum Brebisson
- Staurastrum dakotii Taft
- Staurastrum dejectum Brebisson
- Staurastrum denticulatum (Naegeli) Archer
- Staurastrum depressiceps
- Staurastrum dickiei Ralfs
- Staurastrum dilatatum Ehrenberg
- Staurastrum dispar Brebisson
- Staurastrum disputatum West & G.S.West
- Staurastrum distentum Wolle
- Staurastrum duacense West & G.S.West
- Staurastrum dubium W. West
- Staurastrum dybowskii Woloszynska
- Staurastrum eboracense Turner
- Staurastrum echinatum
- Staurastrum elongatum Barker
- Staurastrum erasum Brebisson
- Staurastrum fissum Turner
- Staurastrum floriferum
- Staurastrum forficulatum Lundell
- Staurastrum freemanii West and West
- Staurastrum furcatum (Ehrenberg) Brebisson
- Staurastrum furcigerum Brebisson
- Staurastrum galeatum Turner
- Staurastrum gemelliparum Nordst
- Staurastrum glabrum
- Staurastrum gladiosum Turner
- Staurastrum gmelliparum Nordstedt
- Staurastrum gracile Ralfs
- Staurastrum grallatorium Nordst
- Staurastrum grande Bulnheim
- Staurastrum granulosum (Ehrenberg) Ralfs
- Staurastrum groenbladii Skuja
- Staurastrum gurgeliense Schmidle
- Staurastrum hantzschii Reinsch
- Staurastrum heimerlianum Luetkemueller
- Staurastrum hexacerum (Ehrenberg) Wittr
- Staurastrum hirsutum (Ehrenberg) Brebisson
- Staurastrum hystrix Ralfs
- Staurastrum inconspicum Nordstedt
- Staurastrum inconspicuum Nordstedt
- Staurastrum inflexum Brebisson
- Staurastrum iotanum Wolle
- Staurastrum irregulare West
- Staurastrum jaculiferum West
- Staurastrum johnsonii West and West
- Staurastrum lacustre Smith
- Staurastrum laeve Ralfs
- Staurastrum lapponicum (Schmidle) Groenblad
- Staurastrum leptacanthum Nordst
- Staurastrum leptocladum Nordstedt
- Staurastrum limneticum Schmidle
- Staurastrum longibrachiatum (Borge) Gutwinski
- Staurastrum longimum W. West and G. S. West
- Staurastrum longipes (Nordstedt) Teiling
- Staurastrum longiradiata West
- Staurastrum longiradiatum West and West
- Staurastrum longispinum (Bailey) Archer
- Staurastrum louisianicum Scott and Groenblad
- Staurastrum lunatum Ralfs
- Staurastrum maamense Archer
- Staurastrum mamillatum Nordstedt
- Staurastrum manfeldtii Delp
- Staurastrum margaritaceum (Ehrenberg) Menegh
- Staurastrum megacanthum Lundell
- Staurastrum meriani Reinsch
- Staurastrum messikommeri Lundberg
- Staurastrum micron West and West
- Staurastrum minnesotense Wolle
- Staurastrum monticulosum Brebisson
- Staurastrum mucronatum Ralfs
- Staurastrum muricatum Brebisson
- Staurastrum muticum Brebisson
- Staurastrum natator W. West
- Staurastrum neglectum G. West
- Staurastrum odonatum Wolle
- Staurastrum omearii Archer
- Staurastrum ophiura Lundell
- Staurastrum orbiculare Ralfs
- Staurastrum ornatum Turner
- Staurastrum ornithopodum
- Staurastrum pachyrhynchum Nordstedt
- Staurastrum paradoxum Meyer
- Staurastrum peleii Taft
- Staurastrum pentacerum (Wille) G. M. Smith
- Staurastrum picum West and West
- Staurastrum pilosum (Naegeli) Archer
- Staurastrum pingue Teiling
- Staurastrum pinnatum
- Staurastrum planctonicum Teiling
- Staurastrum polinicum Raciborske
- Staurastrum polymorphum Brebisson
- Staurastrum polytrichum (Perty) Rabenhorst
- Staurastrum proboscidium (Brebisson) Archer
- Staurastrum producta Grunow
- Staurastrum protectum West and West
- Staurastrum pseudoitanum Gronblad
- Staurastrum pseudopelagicum West and West
- Staurastrum pseudosebaldi Wille
- Staurastrum pseudotetracerum (Nordst.)  West and West
- Staurastrum pterosporum Lundell
- Staurastrum punctatum
- Staurastrum punctulatum Brebisson
- Staurastrum pungens Brebisson
- Staurastrum pygmaeum Brebisson
- Staurastrum pyramidatum W. West
- Staurastrum quadrangulare Brebisson
- Staurastrum quadricuspinatum
- Staurastrum quadrispinatum Turner
- Staurastrum ravenellii
- Staurastrum retangulare
- Staurastrum retusum Turpin
- Staurastrum rotula Nordstedt
- Staurastrum rugosum Irenee-marie
- Staurastrum scabrum Brebisson
- Staurastrum sebaldi Reinsch
- Staurastrum senarium (Ehrenberg) Ralfs
- Staurastrum setigerum Cleve
- Staurastrum sexangulare Lundell
- Staurastrum sexcostatum Brebisson
- Staurastrum simonyi Heimerl
- Staurastrum spiculiferum
- Staurastrum spongiosum Brebisson
- Staurastrum sponglosum
- Staurastrum striolatum (Naegeli) Archer
- Staurastrum subcruciatum Cooke and Wills
- Staurastrum subcuciatum Cooke and Wills
- Staurastrum subgracillimum W. West and G. S. West
- Staurastrum sublaevispinum West
- Staurastrum sublongipes G. M. Smith
- Staurastrum subnudibrachiatum W. West and G. S. West
- Staurastrum subscabrum Nordst
- Staurastrum teliferum Ralfs
- Staurastrum tetracerum Ralfs
- Staurastrum thunmarkii Teiling
- Staurastrum tohopekaligense Wolle
- Staurastrum trifidum W. West and G. S. West
- Staurastrum trihedrale Wolle
- Staurastrum tumidum Brebisson
- Staurastrum turgescens De Not
- Staurastrum unicorne Turner
- Staurastrum varians Raciborski
- Staurastrum vesiculatum Wolle
- Staurastrum vestitum Ralfs
- Staurastrum wildemanii Gutwinski